# Jonas Lie

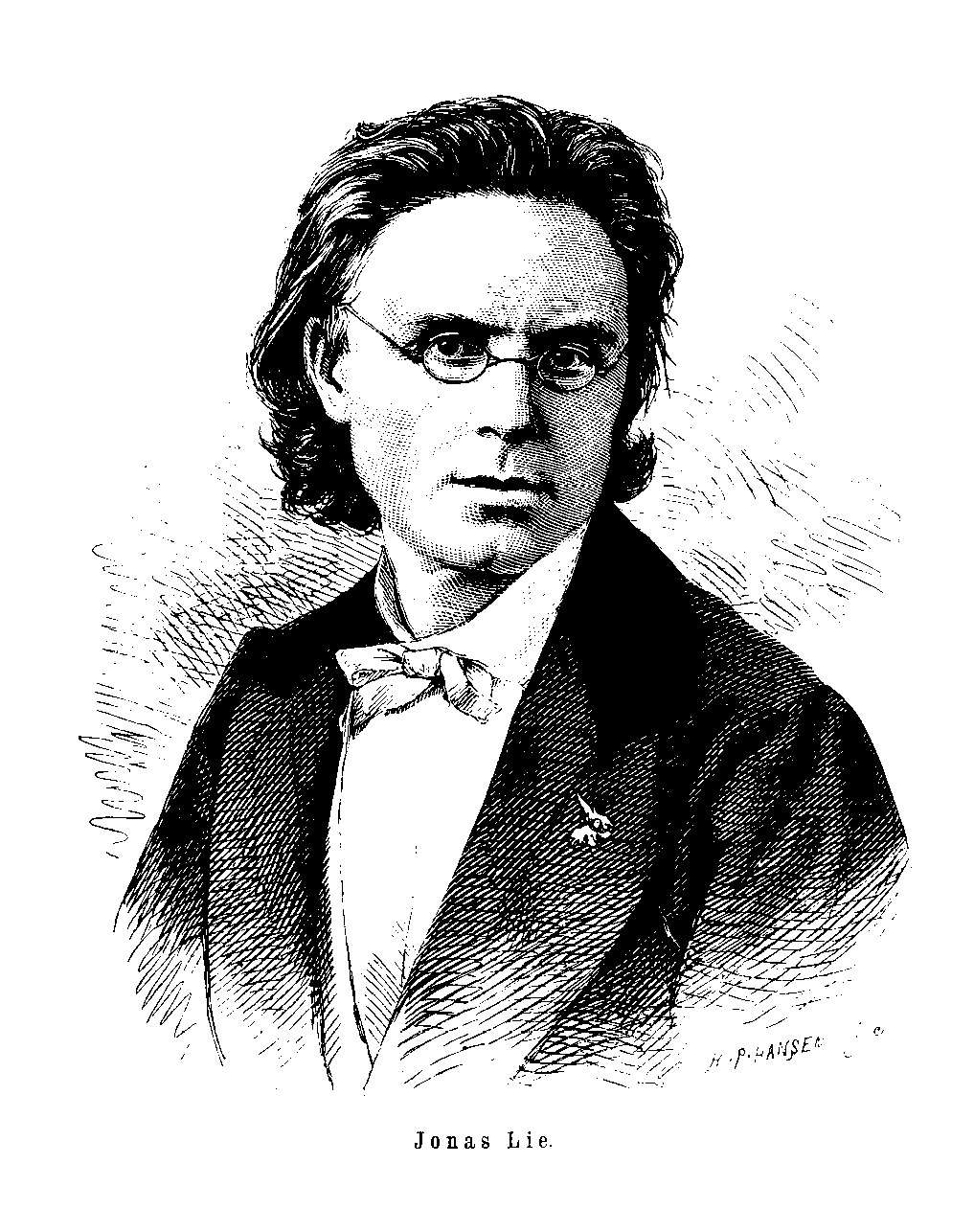
Jonas Lie

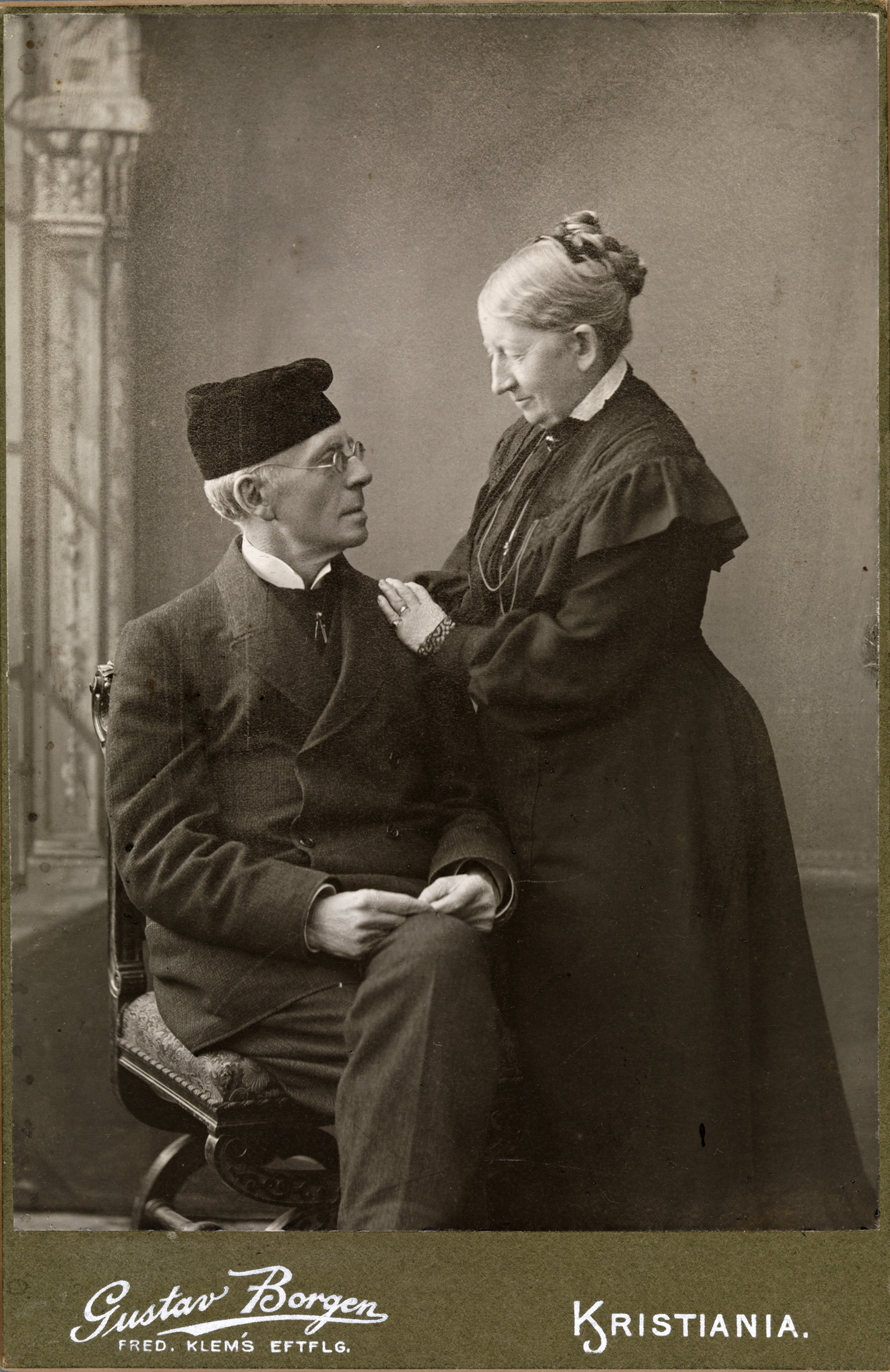
Jonas en zijn vrouw Thomasine Lie, door Gustav Borgen

Jonas Lauritz Idemil Lie (Modum, 6 november 1833 - Stavern, 5 juli 1908) was een Noors schrijver en dichter.

## Biografie
Lie werd geboren in het zuiden van Noorwegen. Hij bracht een belangrijk deel van zijn jeugd door in Tromsø, waar zijn vader hoofdinspecteur van politie geworden was. Hij bezocht de zeevaartschool in Fredriksværn, een 18e-eeuws steunpunt van de marine in Stavern. Vanwege zijn slechte ogen moest hij afzien van een loopbaan op zee. Hij ging vervolgens naar de Latijnse School in Bergen en in 1851 naar de Universiteit van Oslo (tot 1924 Universitetet i Christiania), waar hij in 1857 afstudeerde in het recht. In 1860 huwde hij zijn nicht Thomasine Lie.
Hij begon in Kongsvinger een advocatenpraktijk die niet drukbezocht werd, waardoor Lie tijd vond om te publiceren in verschillende Noorse bladen. In 1866 verscheen zijn eerste dichtbundel, Digte, waarmee hij weinig succes had. In de jaren die daarop volgden verdiende hij de kost als journalist. In 1870 volgde zijn prozadebuut, Dem Frensynte, een collectie verhalen over het noorden van Noorwegen.
Van 1870 tot 1893 reisde hij door Europa, daartoe in staat gesteld door een reisbeurs. In die tijd publiceerde hij tal van boeken. Zijn bekendste boek is de familiekroniek Familien paa Gilje (1883). Lie schreef ook een aantal sprookjes.

## Waardering
Met Bjørnstjerne Bjørnson, Henrik Ibsen en Alexander Kielland wordt Lie gerekend tot de "Grote Vier" van de 19e-eeuwse Noorse literatuur. Thomas Mann was een groot bewonderaar van zijn werk.

## Werken
- Digte 1866
- Den Fremsynte 1870
- Tremasteren Fremtiden 1872
- Fortællinger og Skildringer 1872
- Lodsen og hans Hustru 1874
- Faustina Strozzi 1875
- Thomas Ross 1878
- Adam Schrader 1879
- Rutland 1880
- Grabows Kat 1880
- Gaa paa! 1882
- Livsslaven 1883
- Familjen paa Gilje 1883
- En Malstrøm 1884
- Otte Fortællinger 1885
- Kommandørens Døtre 1886
- Et Samliv 1887
- Maisa Jons 1888
- Digte 1889
- Onde Magter 1890
- Trold I-II 1891-92
- Niobe 1893
- Lystige Koner 1894
- Naar Sol gaar ned 1895
- Dyre Rein 1896
- Lindelin 1897
- Wulffie & Co 1897
- Faste Forland 1899
- Naar Jerntæppet falder 1901
- Ulfvungerne 1903
- Østenfor Sol, vestenfor Maane og bagom Babylons Taarn! 1905
- Eventyr 1908
- Jonas Lie og hans samtidige (keuze uit zijn brieven) 1915

- Bibsys: 90535262
- Biblioteca Nacional de España: XX922297
- Bibliothèque nationale de France: cb12165546r (data)
- Catàleg d'autoritats de noms i títols de Catalunya: 981058516638506706
- CiNii: DA09247035
- Gemeinsame Normdatei: 118779907
- International Standard Name Identifier: 0000 0000 8137 870X
- KulturNav: b9af75ab-cb7f-4b43-b9cf-f12c207fa81d
- Library of Congress Control Number: n50050389
- Nationale Bibliotheek van Letland: 000184664
- MusicBrainz: f1167d5c-68ee-4ab2-b77f-3e85a54ec676
- Bibliotheek van het Japanse parlement: 00514617
- Nationale Bibliotheek van Tsjechië: xx0002910
- Nationale bibliotheek van Australië: 35304895
- Nationale Bibliotheek van Israël: 987007277168205171
- Nederlandse Thesaurus van Auteursnamen: 068741340
- LIBRIS: 233807
- SNAC: w6000tz9
- Système universitaire de documentation: 030188245
- Trove: 904863
- Virtual International Authority File: 59124011
- WorldCat: E39PBJt8mHcHqx3fQxbxq4cQMP